# Беренберг
Беренберг или Бееренберг (на норвежки: Beerenberg) е най-северният в света активен вулкан, разположен на норвежкия остров Ян Майен. Беренберг в превод от норвежки значи „меча гора“.
Вулканът е разположен в североизточния край на острова. Беренберг е стратовулкан, покрит с ледник. Надморската му височина е 2277 m. Широчината на кратера му е около 1 km.
Вулканът дълго време спи, но през 1970 г. възобновява дейността си. Последното изригване е през 1985 г.
Първото изкачване на върха става през 1921 г. в хода на експедицията на Джеймс Уорди..